# Burnett Township (Arkansas)
Burnett Township est l'un des dix neuf townships du comté de Pope, en Arkansas, aux États-Unis,.

### Source de la traduction
- (en) Cet article est partiellement ou en totalité issu de l’article de Wikipédia en anglais intitulé « Burnett Township, Pope County, Arkansas » (voir la liste des auteurs).